# 诺切拉-翁布拉
诺切拉-翁布拉（義大利語：Nocera Umbra），是意大利翁布里亚大区佩鲁贾省的一个市镇。总面积157.19平方公里，人口6145人，人口密度39.1人/平方公里（2009年）。ISTAT代码为054034。